# Aconurella africia
Aconurella africia är en insektsart som beskrevs av Webb 1980. Aconurella africia ingår i släktet Aconurella och familjen dvärgstritar. Inga underarter finns listade i Catalogue of Life.